# Apple A11
Apple A11 Bionic je 64bitový systém na čipu, SoC, založený na ARM architektuře a navržený a vydaný americkou společností Apple. Poprvé byl osazen do iPhonu 8 a varianty 8 Plus a později i do iPhonu X. Podle Applu má SoC A11 Bionic dvě vysoce-výkonnostní jádra rychlejší o 25 % než Apple A10 a čtyři energeticky-efektivní jádra rychlejší až o 70 % než dvě jádra u Apple A10 a grafický procesor je o 30 % rychlejší. V roce 2018 jej nahradil Apple A12 Bionic.

## Specifikace
Systém na čipu Apple A11 Bionic je vyráběn tchajwanskou společností TSMC 10nm FinFET výrobním procesem, přičemž obsahuje 4,3 miliardy tranzistorů na celkové ploše 87,66 milimetrů čtverečních. Vyrábí se metodou package on a package s 2 GB LPDDR4X operační paměti pro iPhone 8 a 3 GB operační paměti u verze v iPhonu 8 Plus a iPhonu X.

### CPU
A11 obsahuje 64bitový šestijádrový procesor ARMv8-A, založený na architektuře ARM, ale navržený společností Apple. Vně se nacházejí dvě vysoce-výkonná jádra „Monsoon“ fungující na maximální frekvenci 2,39 GHz a jsou o 25 % silnější než A10 a čtyři energeticky-efektivní jádra „Mistral“ s maximální frekvencí 1,42 GHz a 70% lepším výkonem. Pro obě verze jader slouží L1 cache s 64 kB instrukční pamětí a 64 kB data paměti a L2 cache s 8 MB. Jádra Monsoon jsou sedm širokou dekódovací superskalární architekturu, zatímco jádra Mistral ji mají širokou tři. Jádra Mistral jsou také navíc  založena na jádrech „Swift“ ze SoCu Apple A6. Apple A11 také nově používá regulátor výkonu druhé generace, který umožňuje čipu používat všech šest jader současně, na rozdíl od předchůdce Apple A10.

### GPU
A11 má integrovaný tříjádrový grafický procesor navržený společností Apple, který má o 30 % rychlejší grafický výkon než A10. V A11 je zabudován pohybový koprocesor M11 a obsahuje nový obrazový procesor, který podporuje výpočetní fotografické funkce, jako je odhad osvětlení, širokoúhlé snímání barev a pokročilé zpracování pixelů.

### Neural Engine
Systém na čipu A11 Bionic obsahuje také vyhrazený hardware pro neuronové sítě „Neural Engine“. Neural Engine dokáže provést až 600 miliard operací za sekundu – 0,6 TFLOPS – a používá se pro Face ID a Animoji (u iPhonu X) a úlohy strojového učení. Neural Engine také umožnil Applu implementovat neuronové sítě a strojové učení energeticky účinnějším způsobem než přes použití CPU nebo GPU, ale aplikace třetích stran jej nedokáží používat.

### Další funkce
A11 má podporu kódování video kodeku pro HEVC a H.264 a má podporu dekódování pro HEVC, H.264, MPEG-4 Part 2, VP8, VP9 a Motion JPEG.

## Zařízení
- iPhone 8 a 8 Plus
- iPhone X